# Arisaema vexillatum
Arisaema vexillatum är en kallaväxtart som beskrevs av Hiroshi Hara och Hiroyoshi Ohashi. Arisaema vexillatum ingår i släktet Arisaema och familjen kallaväxter. Inga underarter finns listade.